# Seznam dílů seriálu Jane the Virgin
Toto je seznam dílů seriálu Jane the Virgin. Americký komediálně-dramatický televizní seriál Jane the Virgin byl vysílán v letech 2014–2019 stanicí The CW. Celkem vzniklo 100 dílů v pěti řadách.

## Přehled řad
| Řada | Díly | Premiéra v USA  | Premiéra v USA    |
| Řada | Díly | První díl       | Poslední díl      |
| ---- | ---- | --------------- | ----------------- |
| 1    | 22   | 13. října 2014  | 11. května 2015   |
| 2    | 22   | 12. října 2015  | 16. května 2016   |
| 3    | 20   | 17. října 2016  | 22. května 2017   |
| 4    | 17   | 13. října 2017  | 20. dubna 2018    |
| 5    | 19   | 27. března 2019 | 31. července 2019 |

## Seznam dílů

### První řada (2014–2015)
| Č. v seriálu | Č. v řadě | Původní název      | Režie            | Scénář                                    | Premiéra v USA     |
| ------------ | --------- | ------------------ | ---------------- | ----------------------------------------- | ------------------ |
| 1            | 1         | Chapter One        | Brad Silbergling | Jennie Snyder Urman                       | 13. října 2014     |
| 2            | 2         | Chapter Two        | Uta Briesewitz   | Jennie Snyder Urman                       | 20. října 2014     |
| 3            | 3         | Chapter Three      | Brad Silberling  | Meretih Averill                           | 27. října 2014     |
| 4            | 4         | Chapter Four       | Debbie Allen     | Corinne Brinkerhoff                       | 3. listopadu 2014  |
| 5            | 5         | Chapter Five       | Edward Ornelas   | Josh Reims                                | 10. listopadu 2014 |
| 6            | 6         | Chapter Six        | Jann Turner      | Paul Sciarrotta                           | 17. listopadu 2014 |
| 7            | 7         | Chapter Seven      | Janice Cooke     | David S. Rosenthal                        | 24. listopadu 2014 |
| 8            | 8         | Chapter Eight      | Norman Buckley   | Josh Reims a Carolina Rivera              | 8. prosince 2014   |
| 9            | 9         | Chapter Nine       | Zetna Fuentes    | Corinne Brinkerhoff                       | 15. prosince 2014  |
| 10           | 10        | Chapter Ten        | Elodie Keene     | Meredith Averill a Christopher Oscar Peña | 19. ledna 2015     |
| 11           | 11        | Chapter Eleven     | Joanna Kerns     | Gracie Glassmeyer                         | 26. ledna 2015     |
| 12           | 12        | Chapter Twelve     | Gina Lamar       | David S. Rosenthal                        | 2. února 2015      |
| 13           | 13        | Chapter Thirteen   | Howard Deutch    | Josh Reims                                | 9. února 2015      |
| 14           | 14        | Chapter Fourteen   | Brad Silberling  | Paul Sciarrotta                           | 16. února 2015     |
| 15           | 15        | Chapter Fifteen    | Melanie Mayron   | Emmylou Diaz a David S. Rosenthal         | 9. března 2015     |
| 16           | 16        | Chapter Sixteen    | Joanna Kerns     | Josh Reims a Carolina Rivera              | 16. března 2015    |
| 17           | 17        | Chapter Seventeen  | Uta Briesewitz   | Amy Rardin a Jessica O'Toole              | 6. dubna 2015      |
| 18           | 18        | Chapter Eighteen   | Edward Ornelas   | Meredith Averill                          | 13. dubna 2015     |
| 19           | 19        | Chapter Nineteen   | Robert Luketic   | Emmylou Diaz a David S. Rosenthal         | 20. dubna 2015     |
| 20           | 20        | Chapter Twenty     | Debbie Allen     | Corinne Brinkeholff a Paul Sciarrotta     | 27. dubna 2015     |
| 21           | 21        | Chapter Twenty-One | Stuart Gillard   | Jessica O'Toole a Amy Rardin              | 4. května 2015     |
| 22           | 22        | Chapter Twenty-Two | Zetna Fuentes    | Josh Reims a Jennie Snyder Urman          | 11. května 2015    |

### Druhá řada (2015–2016)
| Č. v seriálu | Č. v řadě | Původní název        | Režie                  | Scénář                                        | Premiéra v USA     |
| ------------ | --------- | -------------------- | ---------------------- | --------------------------------------------- | ------------------ |
| 23           | 1         | Chapter Twenty-Three | Brad Silberling        | Jennie Snyder Urman                           | 12. října 2015     |
| 24           | 2         | Chapter Twenty-Four  | Edward Ornelas         | David S. Rosenthal                            | 19. října 2015     |
| 25           | 3         | Chapter Twenty-Five  | Robert Luketic         | Corinne Brinkerhoff                           | 26. října 2015     |
| 26           | 4         | Chapter Twenty-Six   | Zetna Fuentes          | Paul Sciarrotta                               | 2. listopadu 2015  |
| 27           | 5         | Chapter Twenty-Seven | Jann Turner            | Jessica O'Toole a Amy Rardin                  | 9. listopadu 2015  |
| 28           | 6         | Chapter Twenty-Eight | Melanie Mayron         | Corinne Brinkerhoff a Micah Schraf            | 16. listopadu 2015 |
| 29           | 7         | Chapter Twenty-Nine  | Edward Ornelas         | David S. Rosenthal a Dara Resnick Creasey     | 23. listopadu 2015 |
| 30           | 8         | Chapter Thirty       | Uta Briesewitz         | Paul Sciarrotta a Carolina Rivera             | 14. prosince 2015  |
| 31           | 9         | Chapter Thirty-One   | Joanna Kerns           | Emmylou Diaz, Jessica O'Toole a Amy Rardin    | 25. ledna 2016     |
| 32           | 10        | Chapter Thirty-Two   | Jason Reilly           | Micah Schraft                                 | 1. února 2016      |
| 33           | 11        | Chapter Thirty-Three | Ute Briesewitz         | Michael J. Cinquemani                         | 8. února 2016      |
| 34           | 12        | Chapter Thirty-Four  | Howard Deutch          | Madeline Hendricks                            | 22. února 2016     |
| 35           | 13        | Chapter Thirty-Five  | Melanie Mayron         | Chantelle M. Wells                            | 29. února 2016     |
| 36           | 14        | Chapter Thirty-Six   | Uta Briesewitz         | Jessica O'Toole a Amy Rardin                  | 7. března 2016     |
| 37           | 15        | Chapter Thirty-Seven | Melanie Mayron         | Sarah Goldfinger                              | 21. března 2016    |
| 38           | 16        | Chapter Thirty-Eight | Georgina Garcia Riedel | Micah Schraft                                 | 28. března 2016    |
| 39           | 17        | Chapter Thirty-Nine  | Matthew Diamond        | Carolina Rivera                               | 11. dubna 2016     |
| 40           | 18        | Chapter Forty        | Anna Mastro            | Jessica O'Toole a Amy Rardin                  | 18. dubna 2016     |
| 41           | 19        | Chapter Forty-One    | Gina Lamar             | Joe Lawson                                    | 25. dubna 2016     |
| 42           | 20        | Chapter Forty-Two    | Zetna Fuentes          | Micah Schraft a Paul Sciarrotta               | 2. května 2016     |
| 43           | 21        | Chapter Forty-Three  | Melanie Mayron         | Jessica O'Toole, Amy Rardin a Paul Sciarrotta | 9. května 2016     |
| 44           | 22        | Chapter Forty-Four   | Jann Turner            | Paul Sciarrotta a Jennie Snyder Urman         | 16. května 2016    |

### Třetí řada (2016–2017)
| Č. v seriálu | Č. v řadě | Původní název       | Režie               | Scénář                                           | Premiéra v USA     |
| ------------ | --------- | ------------------- | ------------------- | ------------------------------------------------ | ------------------ |
| 45           | 1         | Chapter Forty-Five  | Gina Lamar          | Jennie Snyder Urman                              | 17. října 2016     |
| 46           | 2         | Chapter Forty-Six   | Brad Silberling     | David S. Rosenthal a Paul Sciarrotta             | 24. října 2016     |
| 47           | 3         | Chapter Forty-Seven | Eva Longoria Baston | Carolina Rivera a Micah Schraft                  | 31. října 2016     |
| 48           | 4         | Chapter Forty-Eight | Melanie Mayron      | Sarah Goldfinger, Jessica O'Toole a Amy Rardin   | 7. listopadu 2016  |
| 49           | 5         | Chapter Forty-Nine  | Anna Mastro         | Paul Sciarrotta                                  | 14. listopadu 2016 |
| 50           | 6         | Chapter Fifty       | Melanie Mayron      | Valentina Garza a David S. Rosenthal             | 21. listopadu 2016 |
| 51           | 7         | Chapter Fifty-One   | Gina Lamar          | Sarah Goldfinger, Jessica O'Toole a Amy Rardin   | 28. listopadu 2016 |
| 52           | 8         | Chapter Fifty-Two   | Anna Mastro         | Carolina Rivera a Micah Schraft                  | 23. ledna 2017     |
| 53           | 9         | Chapter Fifty-Three | Gina Lamar          | Chantelle M. Wells                               | 30. ledna 2017     |
| 54           | 10        | Chapter Fifty-Four  | Melanie Mayron      | Micah Schraft a Jennie Snyder Urman              | 6. února 2017      |
| 55           | 11        | Chapter Fifty-Five  | Brad Silberling     | Paul Sciarrotta a Jennie Snyder Urman            | 13. února 2017     |
| 56           | 12        | Chapter Fifty-Six   | Matthew Diamond     | Valentina Garza                                  | 20. února 2017     |
| 57           | 13        | Chapter Fifty-Seven | Zetna Fuentes       | Madeline Hendricks                               | 27. února 2017     |
| 58           | 14        | Chapter Fifty-Eight | Melanie Mayron      | Merigan Mulhern                                  | 20. března 2017    |
| 59           | 15        | Chapter Fifty-Nine  | Anna Mastro         | Deidre Shaw                                      | 27. března 2017    |
| 60           | 16        | Chapter Sixty       | Micah Schraft       | Carolina Rivera a Micah Schraft                  | 24. dubna 2017     |
| 61           | 17        | Chapter Sixty-One   | Melanie Mayron      | Paul Sciarrotta                                  | 1. května 2017     |
| 62           | 18        | Chapter Sixty-Two   | Fernando Sariñana   | Jessica O'Toole, Amy Rardin a David S. Rosenthal | 8. května 2017     |
| 63           | 19        | Chapter Sixty-Three | Gina Lamar          | Paul Sciarrotta                                  | 15. května 2017    |
| 64           | 20        | Chapter Sixty-Four  | Melanie Mayron      | Micah Schraft a Jennie Snyder Urman              | 22. května 2017    |

### Čtvrtá řada (2017–2018)
| Č. v seriálu | Č. v řadě | Původní název         | Režie             | Scénář                                        | Premiéra v USA     |
| ------------ | --------- | --------------------- | ----------------- | --------------------------------------------- | ------------------ |
| 65           | 1         | Chapter Sixty-Five    | Brad Silberling   | Jennie Snyder Urman a Paul Sciarrotta         | 13. října 2017     |
| 66           | 2         | Chapter Sixty-Six     | Gina Lamar        | Valentina Garza, Jessica O'Toole a Amy Rardin | 20. října 2017     |
| 67           | 3         | Chapter Sixty-Seven   | Fernando Sariñana | Carolina Rivera a Micah Schraft               | 27. října 2017     |
| 68           | 4         | Chapter Sixty-Eight   | Gina Lamar        | Deirdre Shaw a Chantelle M. Wells             | 3. listopadu 2017  |
| 69           | 5         | Chapter Sixty-Nine    | Stuart Gillard    | Paul Sciarrotta                               | 10. listopadu 2017 |
| 70           | 6         | Chapter Seventy       | Melanie Mayron    | Carolina Rivera a Micah Schraft               | 17. listopadu 2017 |
| 71           | 7         | Chapter Seventy-One   | Micah Schraft     | Valentina Garza a Deidre Shaw                 | 8. prosince 2017   |
| 72           | 8         | Chapter Seventy-Two   | Melanie Mayron    | Carolina Rivera a Paul Sciarrotta             | 26. ledna 2018     |
| 73           | 9         | Chapter Seventy-Three | Eric Lea          | Valentina Garza a Chantelle M. Wells          | 2. února 2018      |
| 74           | 10        | Chapter Seventy-Four  | Gina Rodriguez    | Micah Schraft a Paul Sciarrotta               | 9. února 2018      |
| 75           | 11        | Chapter Seventy-Five  | Gina Lamar        | Merigan Mulhern                               | 2. března 2018     |
| 76           | 12        | Chapter Seventy-Six   | Melanie Mayron    | Leah Longoria                                 | 9. března 2018     |
| 77           | 13        | Chapter Seventy-Seven | Gina Lamar        | Deirdre Shaw a Chantelle M. Wells             | 16. března 2018    |
| 78           | 14        | Chapter Seventy-Eight | Justin Baldoni    | Valentina Garza a Micah Schraft               | 23. března 2018    |
| 79           | 15        | Chapter Seventy-Nine  | Gina Lamar        | Paul Sciarrotta                               | 6. dubna 2018      |
| 80           | 16        | Chapter Eighty        | Micah Schraft     | Micah Schraft                                 | 13. dubna 2018     |
| 81           | 17        | Chapter Eighty-One    | Gina Lamar        | Jennie Snyder Urman a Paul Sciarrotta         | 20. dubna 2018     |

### Pátá řada (2019)
| Č. v seriálu | Č. v řadě | Původní název        | Režie             | Scénář                               | Premiéra v USA    |
| ------------ | --------- | -------------------- | ----------------- | ------------------------------------ | ----------------- |
| 82           | 1         | Chapter Eighty-Two   | Gina Rodriguez    | Jennie Snyder Urman                  | 27. března 2019   |
| 83           | 2         | Chapter Eighty-Three | Gina Lamar        | Chantelle M. Wells a Katie Wech      | 3. dubna 2019     |
| 84           | 3         | Chapter Eighty-Four  | Brad Silberling   | Valentina L. Garza a Deidre Shaw     | 10. dubna 2019    |
| 85           | 4         | Chapter Eighty-Five  | Melanie Mayron    | Carolina Rivera a Liz Sczudlo        | 17. dubna 2019    |
| 86           | 5         | Chapter Eighty-Six   | Gina Lamar        | Joni Lefkowitz a Madeline Hendricks  | 24. dubna 2019    |
| 87           | 6         | Chapter Eighty-Seven | Eric Lea          | Rafael Agustin                       | 1. května 2019    |
| 88           | 7         | Chapter Eighty-Eight | Stuart Gillard    | Deirdre Shaw                         | 8. května 2019    |
| 89           | 8         | Chapter Eighty-Nine  | Zetna Fuentes     | Katie Wech a Valentina L. Garza      | 15. května 2019   |
| 90           | 9         | Chapter Ninety       | Gina Rodriguez    | Chantelle M. Wells                   | 22. května 2019   |
| 91           | 10        | Chapter Ninety-One   | Gina Lamar        | Joni Lefkowitz                       | 29. května 2019   |
| 92           | 11        | Chapter Ninety-Two   | Leo Zisman        | Liz Sczudlo                          | 5. června 2019    |
| 93           | 12        | Chapter Ninety-Three | Melanie Mayron    | Carolina Rivera a Madeline Hendricks | 12. června 2019   |
| 94           | 13        | Chapter Ninety-Four  | Fernando Sariñana | Valentina L. Garza a Deidre Shaw     | 19. června 2019   |
| 95           | 14        | Chapter Ninety-Five  | Neema Barnette    | Liz Sczudlo a Madeline Hendricks     | 26. června 2019   |
| 96           | 15        | Chapter Ninety-Six   | Viet Nguyen       | Ben O'Hara                           | 10. července 2019 |
| 97           | 16        | Chapter Ninety-Seven | Melanie Mayron    | Deidre Shaw a Chantelle M. Wells     | 17. července 2019 |
| 98           | 17        | Chapter Ninety-Eight | Gina Lamar        | Carolina Rivera                      | 24. července 2019 |
| 99           | 18        | Chapter Ninety-Nine  | —                 | —                                    | 31. července 2019 |
| 100          | 19        | Chapter One Hundred  | Brad Silberling   | Jennie Snyder                        | 31. července 2019 |